# Béisbol en los Juegos Centroamericanos y del Caribe

Béisbol

La prueba de Béisbol fue admitida en los Juegos Centroamericanos y del Caribe desde la primera edición que se celebró en Ciudad de México en México en 1926.

## Historial
| Año           | Sede                                             | Medalla de Oro       | Medalla de Plata      | Medalla de Bronce    |
| ------------- | ------------------------------------------------ | -------------------- | --------------------- | -------------------- |
| 1926          | México, México                                   | Cuba                 | México                |                      |
| 1930          | La Habana, Cuba                                  | Cuba                 | México                | Panamá               |
| 1935          | San Salvador, El Salvador                        | Cuba                 | Panamá y Nicaragua    |                      |
| 1938          | Ciudad de Panamá, Panamá                         | Cuba                 | Panamá                | Nicaragua            |
| 1946          | Barranquilla, Colombia                           | Colombia             | República Dominicana  | Cuba                 |
| 1950          | Ciudad de Guatemala,Guatemala                    | Cuba                 | México                | Nicaragua            |
| 1954          | Ciudad de México, México                         | Venezuela            | México                | República Dominicana |
| 1959          | Caracas, Venezuela                               | Puerto Rico          | Venezuela             | Panamá               |
| 1962          | Kingston, Jamaica                                | República Dominicana | Puerto Rico           | México               |
| 1966          | San Juan, Puerto Rico                            | Cuba                 | Puerto Rico           | Panamá               |
| 1970          | Ciudad de Panamá, Panamá                         | Cuba                 | República Dominicana  | México               |
| 1974          | Santo Domingo, República Dominicana              | Cuba                 | República Dominicana  | Puerto Rico          |
| 1978          | Medellín, Colombia                               | Cuba                 | Nicaragua             | Puerto Rico          |
| 1982          | La Habana, Cuba                                  | República Dominicana | Cuba                  | Panamá               |
| 1986          | Santiago de los Caballeros, República Dominicana | Cuba                 | Antillas Neerlandesas | Venezuela            |
| 1990          | Ciudad de México, México                         | Cuba                 | Puerto Rico           | República Dominicana |
| 1993          | Ponce, Puerto Rico                               | Cuba                 | México                | Puerto Rico          |
| 1998          | Maracaibo, Venezuela                             | Cuba                 | Nicaragua             | Venezuela            |
| 2002          | San Salvador, El Salvador                        | Puerto Rico          | Panamá                | República Dominicana |
| 2006          | Cartagena, Colombia                              | Cuba                 | República Dominicana  | México Venezuela     |
| 2010 Detalles | Mayagüez, Puerto Rico                            | República Dominicana | México                | Nicaragua            |
| 2014 Detalles | Veracruz, México                                 | Cuba                 | Nicaragua             | República Dominicana |
| 2018 Detalles | Barranquilla, Colombia                           | Puerto Rico          | Cuba                  | Colombia             |
| 2023 Detalles | San Salvador, El Salvador                        | México               | Cuba                  | Venezuela            |

## Medallero
Actualizado a San Salvador 2023
| Núm. | País                        | Oro | Plata | Bronce | Total |
| ---- | --------------------------- | --- | ----- | ------ | ----- |
| 1    | Cuba (CUB)                  | 15  | 3     | 1      | 19    |
| 2    | República Dominicana (DOM)  | 3   | 4     | 4      | 11    |
| 3    | Puerto Rico (PUR)           | 3   | 2     | 4      | 9     |
| 4    | México (MEX)                | 1   | 6     | 3      | 10    |
| 5    | Venezuela (VEN)             | 1   | 1     | 4      | 6     |
| 6    | Colombia (COL)              | 1   | 0     | 1      | 2     |
| 7    | Nicaragua (NCA)             | 0   | 4     | 3      | 7     |
| 8    | Panamá (PAN)                | 0   | 3     | 4      | 7     |
| 9    | Antillas Neerlandesas (AHO) | 0   | 1     | 0      | 1     |